# Monastère d'Ypapantis
Le monastère d'Ypapantis des Météores (en grec moderne : Μονή της Υπαπαντής στα Μετέωρα), ou couvent de la Chandeleur, est un monastère chrétien orthodoxe en Grèce.
Il fait partie des monastères des météores, mais ne figure pas dans le circuit touristique des six monastères suspendus. Il est accessible par un sentier depuis le monastère du Grand Météore.
La fête de l'église du monastère a lieu le 1er février.
Le monastère abrite des fresques de style macédonien. L'une d'elles représente la figure du moine Neilos priant la Vierge à genou,.

## Histoire
Le monastère a été aménagé dans une grotte en 1367 par les moines Neilos et Kyprianos. Il a été rénové en 1765 par le klephte Athanasios Vlachavas avant de subir des dommages importants lors des attaques de l'armée de Ali-Pacha, lesquelles ont conduit à l'abandon du site.
Aujourd'hui ne subsiste que le temple qui a été rénové dans les dernières décennies. Un escalier a été aménagé pour en faciliter l'accès.

## Environs
Le rocher qui abrite Ypapantis supporte également les ruines du monastère Saint Démétrios.
En vis-à-vis a été érigée la statue de Athanasios Vlachavas.